# Новопетрівка (Благовєщенський район)
Новопетрівка (рос. Новопетровка) — село у Благовєщенському районі Амурської області Російської Федерації. Розташоване на території українського історичного та етнічного краю Зелений Клин.
Входить до складу муніципального утворення Новопетрівська сільрада. Населення становить 741 особа.

## Історія
З 8 квітня 1937 року належало до новоутвореного Благовєщенського району Амурської області.
Після того, як указом Президії Верховної Ради РРФСР від 1 лютого 1963 року Благовіщенський район був скасований, село увійшло до складу Іванівського району, допоки 30 грудня 1966 року Благовіщенський район був відновлений.
З 21 вересня 2005 року входить до складу муніципального утворення Новопетрівська сільрада.

## Населення
| 2002 | 2010 | 2012 | 2013 | 2014 | 2015 | 2016 |
| ---- | ---- | ---- | ---- | ---- | ---- | ---- |
| 673  | ↗756 | ↘752 | ↗753 | ↘746 | ↘739 | ↘727 |
| 2017 | 2018 |      |      |      |      |      |
| ↗737 | ↗741 |      |      |      |      |      |